# Киргизская Автономная Социалистическая Советская Республика (1926—1936)
Киргизская Автономная Социалистическая Советская Республика (кирг. Кыргыз Автономиялуу Кеңештик Социалисттик Республикасы) или Киргизская АССР (кирг. Кыргыз АССР) — автономная республика в составе РСФСР, существовавшая в 1926—1936 годах.
Столица — город Пишпек. 12 мая 1926 года Президиум ЦИК СССР переименовал его во Фрунзе (в память об умершем в октябре 1925 года уроженце Пишпека М. В. Фрунзе).

## Символика
Конституция — основной закон Киргизской АССР, статьёй 95 которой был описан её герб: «Статья 95. Герб Киргизской Автономной Советской Социалистической Республики состоит из изображения на красном фоне в лучах солнца золотых серпа и молота, помещенных крест-накрест, рукоятки книзу, окруженных венцом из колосьев, с надписью на киргизском и русском языках: а) Киргизская Автономная ССР и б) Пролетарии всех стран, соединяйтесь!».

## История
Киргизская АССР была образована 1 февраля 1926 года путём преобразования Киргизской автономной области.
20 августа 1934 года Президиум ВЦИК утвердил новое разделение республики на районы.
С принятием новой «сталинской» конституции — 5 декабря 1936 года Киргизская АССР была преобразована в Киргизскую ССР.

В 1941 году в СССР была выпущена серия марок в честь 15-летия Советской Киргизии.

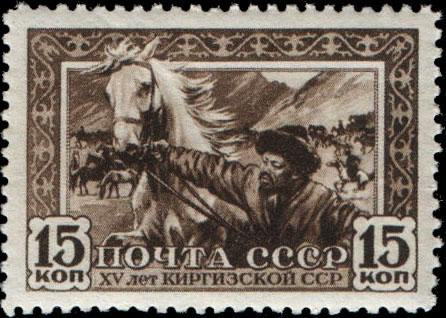
Табунщик с лошадью
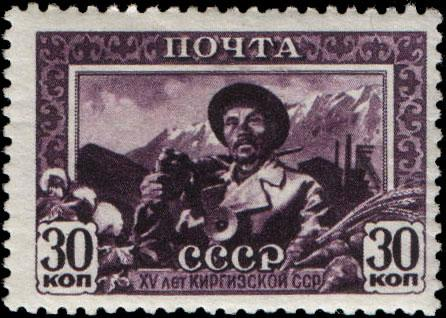
Шахтёр